# Académie royale d'archéologie de Belgique
Vous pouvez aider à l'améliorer ou bien discuter des problèmes sur sa page de discussion.
- Certaines informations devraient être mieux reliées aux sources mentionnées dans la bibliographie ou les liens externes. Améliorez sa vérifiabilité en les associant par des références. (Marqué depuis juillet 2016)
- Il ne s’appuie pas, ou pas assez, sur des sources secondaires ou tertiaires. (Marqué depuis avril 2022)
- Il est à actualiser. Certains passages sont obsolètes ou annoncent des événements désormais passés. (Marqué depuis avril 2022)

- Archive Wikiwix
- Bing
- Cairn
- DuckDuckGo
- E. Universalis
- Gallica
- Google
- G. Books
- G. News
- G. Scholar
- Persée
- Qwant
- (zh) Baidu
- (ru) Yandex
- (wd) trouver des œuvres sur Wikidata

Ne doit pas être confondu avec Académie royale des sciences, des lettres et des beaux-arts de Belgique.
L'Académie royale d'archéologie de Belgique (en néerlandais : Koninklijke Academie voor Oudheidkunde van België) est une institution créée en 1842 ayant pour objet de favoriser les études d'archéologie et d'histoire de l'art en Belgique ainsi que les disciplines scientifiques qui se rattachent à celles-ci. Il s'agit d'une institution bilingue depuis 1931.
les travaux de l'académie consistent principalement en des réunions périodiques et la publication de la revue belge d'archéologie et d'histoire de l'art, dont la diffusion est internationale.
L'Académie bénéficie du statut d'association sans but lucratif, dirigée par un conseil d'administration et un bureau. Celle-ci siège au Palais des Académies de Bruxelles.

## Historique
L'Académie a été fondée en 1842 à Anvers. Sous la longue présidence de son fondateur Joseph Romain Louis de Kerckhove (1843-1863), elle attire un grand nombre de chercheurs et d'amateurs d'art et d'archéologie belges et étrangers. Ses Annales et son Bulletin sont distribués jusqu'en Amérique et en Asie.[réf. nécessaire] Grâce à des dons, l'Académie se dote d'une importante bibliothèque et d'un cabinet d'antiquités qui, par manque de place, sont cédés plus tard à la ville d'Anvers. En 1867, l'Académie organise à Anvers un grand congrès international d'archéologie. Celui-ci est le point de départ d'une série de congrès archéologiques nationaux qui continuent à être organisés tant en Flandre qu'en Wallonie. Pendant les premières décennies de son existence, l'Académie entretient des liens étroits avec l'administration anversoise. À la suite de l'évolution de la vie politique, ces liens se sont atténués vers la fin du XIXe siècle.
La Première Guerre mondiale bouleverse profondément la vie de l'Académie : les nombreux membres allemands sont rayés, les liens avec la Russie, communiste, sont coupés, beaucoup de membres n'ont pas survécu à la guerre et, surtout, les moyens financiers sont épuisés. Le travail de reconstruction est difficile et de longue haleine. Depuis 1931, la Revue remplace, dans un format annuel, les Annales et le Bulletin. À partir des années 1930, les réunions se tiennent de moins en moins souvent à Anvers, on lui préfère dorénavant Bruxelles.
En octobre 1992, l'Académie fête son 150e anniversaire dans l'hôtel de ville de Bruxelles. Les années suivantes ont vu un rajeunissement et une professionnalisation des membres. En 2017, l'Académie fêtera son 175e anniversaire.

## Membres
L'Académie se compose de soixante membres titulaires et de quarante membres correspondants. Elle peut admettre des associés étrangers et des membres d'honneur. Un membre peut devenir honoraire si les circonstances ne lui permettent plus de participer activement aux travaux de l'Académie.

## Publications
Les publications de l'Académie sont :
- les Annales de l'Académie d'archéologie de Belgique, parues de 1843 à 1930.
- le Bulletin de l'Académie d'archéologie de Belgique, paru de 1868 à 1930.
- la Revue belge d'archéologie et d'histoire de l'art (en néerlandais : Belgisch Tijdschrift voor Oudheidkunde en Kunstgeschiedenis), depuis 1931, en remplacement des Annales et du Bulletin.

La Revue est une publication scientifique, internationale, annuelle et multilingue. Elle accueille des articles en français, néerlandais, anglais, allemand, espagnol, etc. et contient par ailleurs des communications, des comptes rendus, les rapports des réunions de l'Académie, ainsi que la liste des membres.
La Commission des publications de l'Académie est assistée par un conseil scientifique et international qui examine les propositions d'articles et en garantit l'évaluation par les pairs.

## Prix décerné par l'Académie
L'Académie décerne tous les trois ans un prix intitulé « Prix de l'Académie royale d'archéologie de Belgique » (anciennement dénommé Prix Simone Bergmans), destiné à récompenser une étude inédite en histoire de l'art ou en archéologie, au sein du territoire belge.